# 特別保育區
特別保育區 （英語：Special Area of Conservation；簡稱SAC）是一個根據歐盟《棲地指令》而設立的保護區，保護在附錄一和二下220個棲地和超過1,000個物種。
特別保育區與特別保護區一起在歐盟組成一個叫Natura 2000的保育區，是伯恩歐洲野生物種保育和棲地公約（Berne Convention on the Conservation of European Wildlife and Natural Habitats）下特別保育景點地方（Areas of Special Conservation Interest）下的绿宝石网络的一部份。